# Intill jordens yttersta gränser
Intill jordens yttersta gränser är ett studioalbum utgivet 1974. På albumet medverkar Göran Stenlund, BirGitta Edström, Barbro Karlsson, Leif Karlsson, Bröderna Karlsson och IBRA-kören. Albumets omslag och foto är gjort av Rune Flygg. Överskottet från albumet gick till Radiomissionen.

## Låtlista
| 1.  | Segerrapporter                    | Traditionell                                    | Åke Olofsson        | IBRA-kören        |  |
| 2.  | En främling från Galiléen         | Charles H. Morris, George Perry                 | Charles H. Morris   | Leif Karlsson     |  |
| 3.  | En jubelton vid Golgata bröt fram | Allan Törnberg                                  | Allan Törnberg      | Barbro Karlsson   |  |
| 4.  | Konungen kommer                   | William Gaither, Gloria Gaither, Chuck Millhuff | William Gaither     | BirGitta Edström  |  |
| 5.  | Vilken Gud jag har                | Kaleb Johnson                                   | Kaleb Johnson       | Göran Stenlund    |  |
| 6.  | En kort minut                     | Ewert Amnefors                                  | Lennart Jernestrand | IBRA-kören        |  |
| 7.  | Vet du någon                      |                                                 |                     | Bröderna Karlsson |  |
| 8.  | En liten stund                    | Bror Edström                                    | Swante Bengtsson    | BirGitta Edström  |  |
| 9.  | En underbar vän                   | Gordon E. Hooker, Paul Ongman                   | Gordon E. Hooker    | Leif Karlsson     |  |
| 10. | Slut mig, Jesus, till ditt hjärta | George Birdseye, Sven Forsberg, Lennart Thanner | William A. Huntley  | IBRA-kören        |  |
| 11. | Davids 32:a psalm                 | Einar Ekberg                                    | Einar Ekberg        | Göran Stenlund    |  |

### Fotnoter
1. 1 2  ”Göran Stenlund, BirGitta Edström, Barbro Karlsson*, Leif Karlsson, Bröderna Karlsson Och IBRA-Kören – Intill Jordens Yttersta Gränser”. Discogs. https://www.discogs.com/G%C3%B6ran-Stenlund-BirGitta-Edstr%C3%B6m-Barbro-Karlsson-Leif-Karlsson-Br%C3%B6derna-Karlsson-Och-IBRA-K%C3%B6ren-I/release/12983306. Läst 19 oktober 2020.